# Hans Stubb
Hans Stubb (* 8. Oktober 1906 in Rüdesheim; † 19. März 1973 Frankfurt am Main), auch „Hennes“ gerufen, war ein deutscher Fußballspieler.

## Karriere

### Vereine
Stubb begann 1920 in der Jugendabteilung des Frankfurter Fußball-Club Germania mit dem Fußballspielen. Dem Jugendalter entwachsen, spielte er von 1925 bis 1928 für den Frankfurter Stadtteilverein SpVgg Ostend 07, bevor er von Eintracht Frankfurt verpflichtet wurde.
Von 1928 bis 1933 bestritt er als Abwehrspieler in den vom Süddeutschen Fußball-Verband organisierten Meisterschaften in der Bezirksliga Main/Hessen Punktspiele. Als Sieger der Gruppe Main hervorgegangen, nahm er mit seiner Mannschaft an der Endrunde um die Süddeutsche Meisterschaft teil, die die Mannschaft als Viertplatzierter von acht Mannschaften abschloss. In der Folgesaison schloss er die Finalrunde als Süddeutscher Meister ab. Nachdem die Mannschaft in den beiden darauffolgenden Spielzeiten die Gruppe Main als Bezirksmeister abgeschlossen hatte, setzte sie sich auch 1931/32 in der Gruppe Nord/West in der Endrunde um die Süddeutsche Meisterschaft durch und wurde – nach dem beim Stand von 2:0 gegen den FC Bayern München in der 83. Minute abgebrochenen Endspiel – vom Süddeutschen Fußball-Verband zum Süddeutschen Meister erklärt.
Von 1933 bis 1941 spielte er dann in der Gauliga Südwest. Die Gauliga Südwest war eine von zunächst 16, später von 23 Gauligen, die in der Zeit des Nationalsozialismus die höchste Spielklasse im Deutschen Reich bildeten. Anschließend spielte Stubb bis 1944 in der Gauliga Hessen-Nassau. Die Saison 1944/45 wurde nach fünf Spieltagen, mit Ende des Zweiten Weltkriegs in Europa, aufgelöst.
Aufgrund der Erfolge kam er von 1930 bis 1933 und noch einmal 1938 in insgesamt 13 Spielen der Endrunden um die Deutsche Meisterschaft zum Einsatz und erzielte am 22. Mai 1932 beim 3:1-Viertelfinalsieg über Tennis Borussia Berlin sein einziges Tor in einer Endrunde. Mit der 0:2-Niederlage gegen den FC Bayern München im am 12. Juni 1932 in Nürnberg ausgetragenen Finale erzielte er seinen größten Erfolg als Vereinsspieler, obwohl er den Handelfmeter verursachte, den Oskar Rohr zur Führung der Bayern verwandelte.

### Nationalmannschaft
Stubb bestritt zehn Länderspiele für die A-Nationalmannschaft, für die er am 4. Mai 1930 in Zürich beim 5:0-Sieg über die Schweizer Nationalmannschaft debütierte. Sein einziges Länderspieltor erzielte er in seinem letzten Einsatz für den DFB am 14. Januar 1934 in Frankfurt am Main beim 3:1-Sieg über die Nationalmannschaft Ungarns mit dem Treffer zum 2:1 in 55. Minute aus einer Entfernung von 60 Metern – bis heute das Tor aus der größten Distanz für die deutsche Mannschaft.

## Erfolge
- Gaumeister Südwest 1938
- Zweiter der Deutschen Meisterschaft 1932
- Süddeutscher Meister 1930, 1932

## Sonstiges
- Stubb, Ehrenspielführer der Frankfurter Eintracht, kam in 139 Ligaspielen zum Einsatz, in denen er neun Tore schoss. Darüber hinaus bestritt er 42 Endrundenspiele um die Süddeutsche Meisterschaft, 12 um die Deutsche Meisterschaft und 18 Pokalspiele; insgesamt hatte er mehr als 500 Einsätze für die Eintracht absolviert.

- Mit seinem Freistoßtor aus 60 m Entfernung in seinem letzten Länderspiel hielt Stubb lange Zeit den Rekord des größten Distanzschusstores.